# جیرو نیتتا
جیرو نیتتا (به ژاپنی: 新田 次郎 Jirō Nitta); ۶ ژوئن ۱۹۱۲ – ۱۵ فوریهٔ ۱۹۸۰) رمان‌نویس اهل ژاپن بود.
همچنین برندهٔ جوایزی همچون جایزه نائوکی، مدال افتخار (ژاپن)، و نشان خورشید فروزان شده است.